# Stellaria cuspidata
Stellaria cuspidata là loài thực vật có hoa thuộc họ Cẩm chướng. Loài này được Willd. ex Schltdl. miêu tả khoa học đầu tiên năm 1816.